# Cmentarz wojenny nr 258 – Biskupice Radłowskie Zawodzie
Cmentarz wojenny nr 258 – Biskupice Radłowskie Zawodzie – cmentarz z I wojny światowej, zaprojektowany przez Johanna Watzala, znajdujący się w pobliżu wsi Biskupice Radłowskie w powiecie tarnowskim, w gminie Radłów. Jeden z ponad 400 zachodniogalicyjskich cmentarzy wojennych zbudowanych przez Oddział Grobów Wojennych C. i K. Komendantury Wojskowej w Krakowie.
Cmentarz znajduje się w odległości paruset metrów od cmentarza nr 257. Oba obiekty znajdują się po przeciwnej stronie drogi wojewódzkiej 975.
Cmentarz jest sporym obiektem o powierzchni ponad 2050 m² w kształcie ośmiokąta o przekątnych długości około 52 metra. Położony jest wśród pól. Otoczony jest murkiem betonowym wysokości około metra. Od strony drogi 975 znajdują się dwie furtki wejściowe przedzielone murkiem. W centralnej części znajduje się wysoki, 11 metrowy obelisk w kształcie ośmiokątnej kolumny zaostrzonej w części górnej zakończonej krzyżem. Na obelisku dwie kamienne tablice z napisami w języku niemieckim. Na przekątnej cmentarza prostopadłej do wejścia znajdują się ścianki pomnikowe, stanowiące część ogrodzenia. Są one nagrobkami zbiorowych grobów.
Na terenie cmentarza znajduje się 30 mogił zbiorowych, oraz 61 grobów pojedynczych.
Na cmentarzu jest pochowanych 402 żołnierzy poległych od grudnia 1914 do marca 1915 roku:
- 329 żołnierzy armii Austro-Węgier m.in. z następujących jednostek: 4 Tyrolskiego Pułk Strzelców Cesarskich (K.U.K. T.K.J.R. 4), 8 Pułku Piechoty k.k. Landwehry (K.K.L.I.R. 8), 66 Pułku Piechoty (K.U.K.I.R 66), 80 Pułku Piechoty (K.U.K.I.R 66), 20 PułkU Piechoty k.u. Landwehry oraz 14 Batalionu Strzelców Polnych
- 48 żołnierzy Imperium Rosyjskiego: znany jest z nazwiska Nikolaus Ehar z 25 Smoleńskiego Pułku Piechoty
- 17 żołnierzy niemieckich m.in. z Reserve Infanterie-Regiment (Preußische) Nr 219 i Reserve Infanterie-Regiment (Preußische) Nr 210.

## Galeria

Cmentarz wojenny nr 258
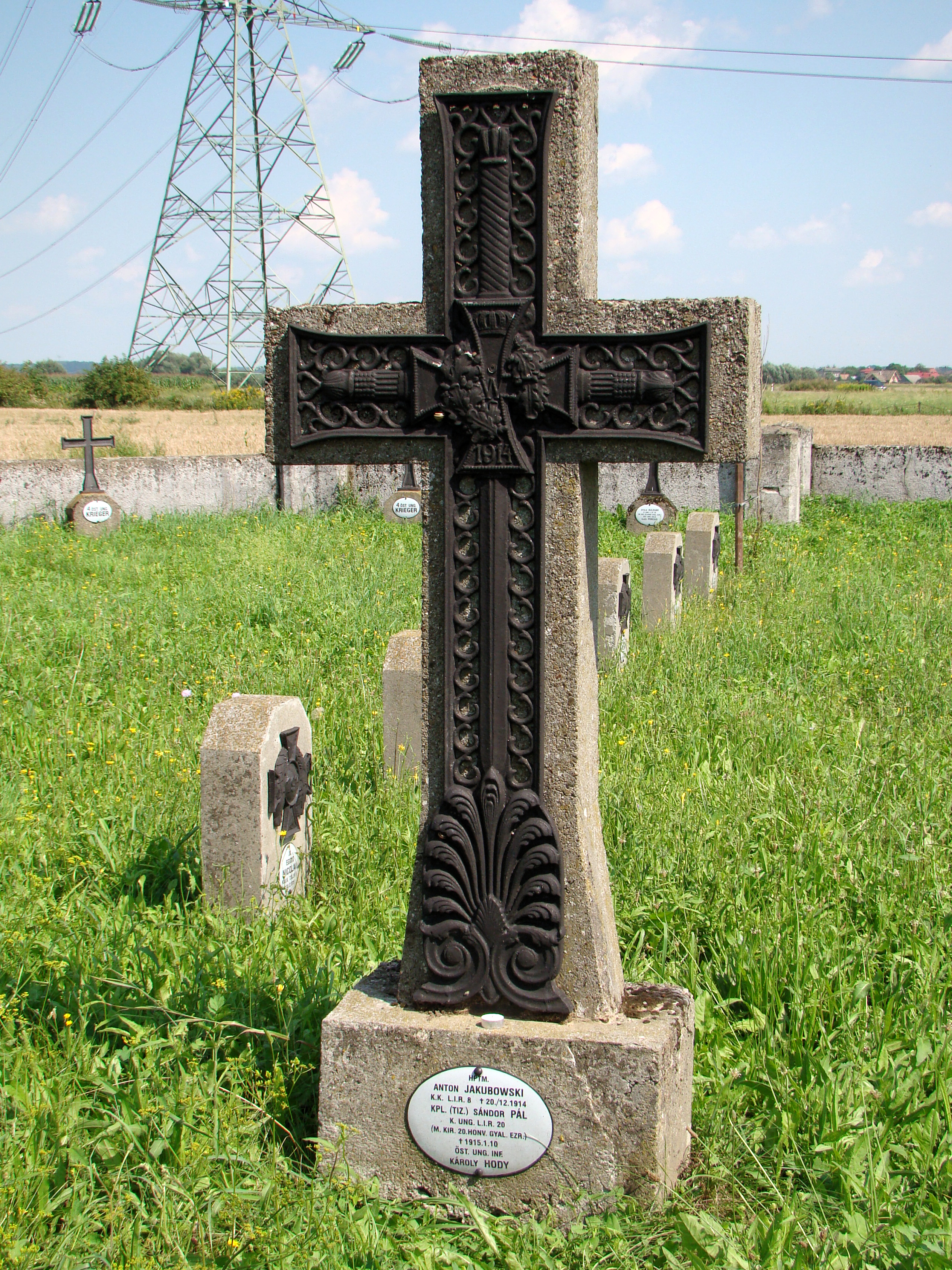
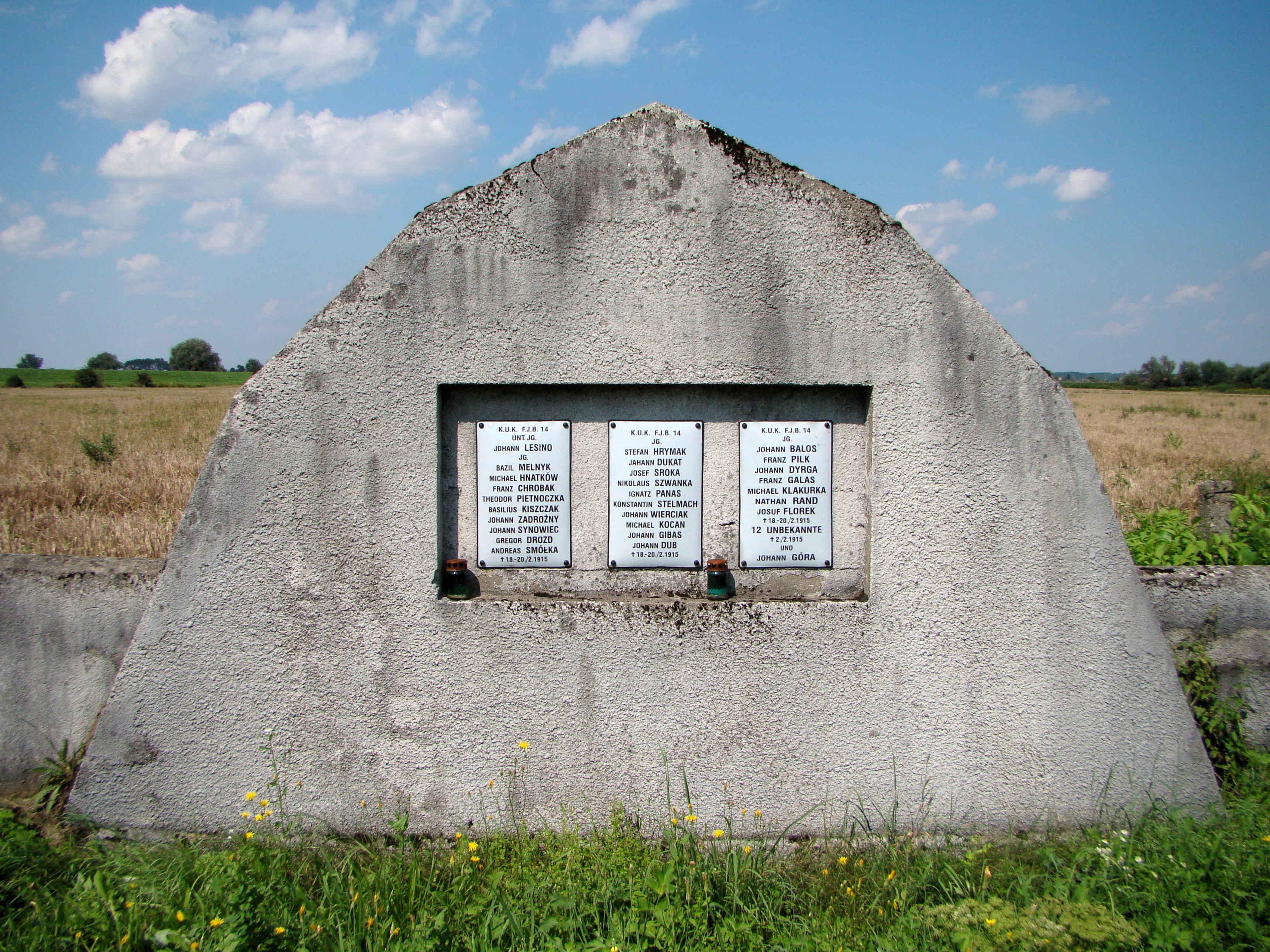
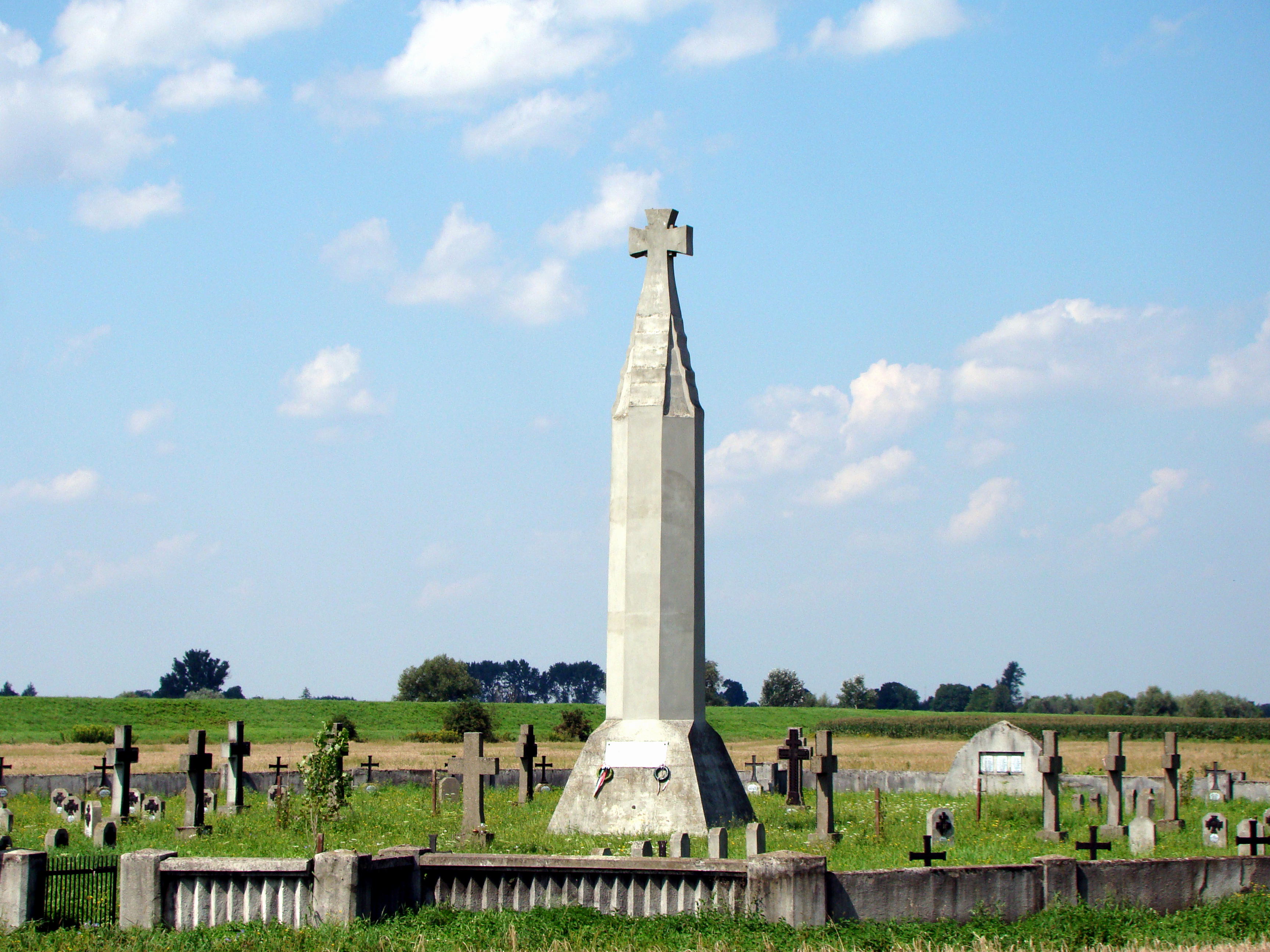
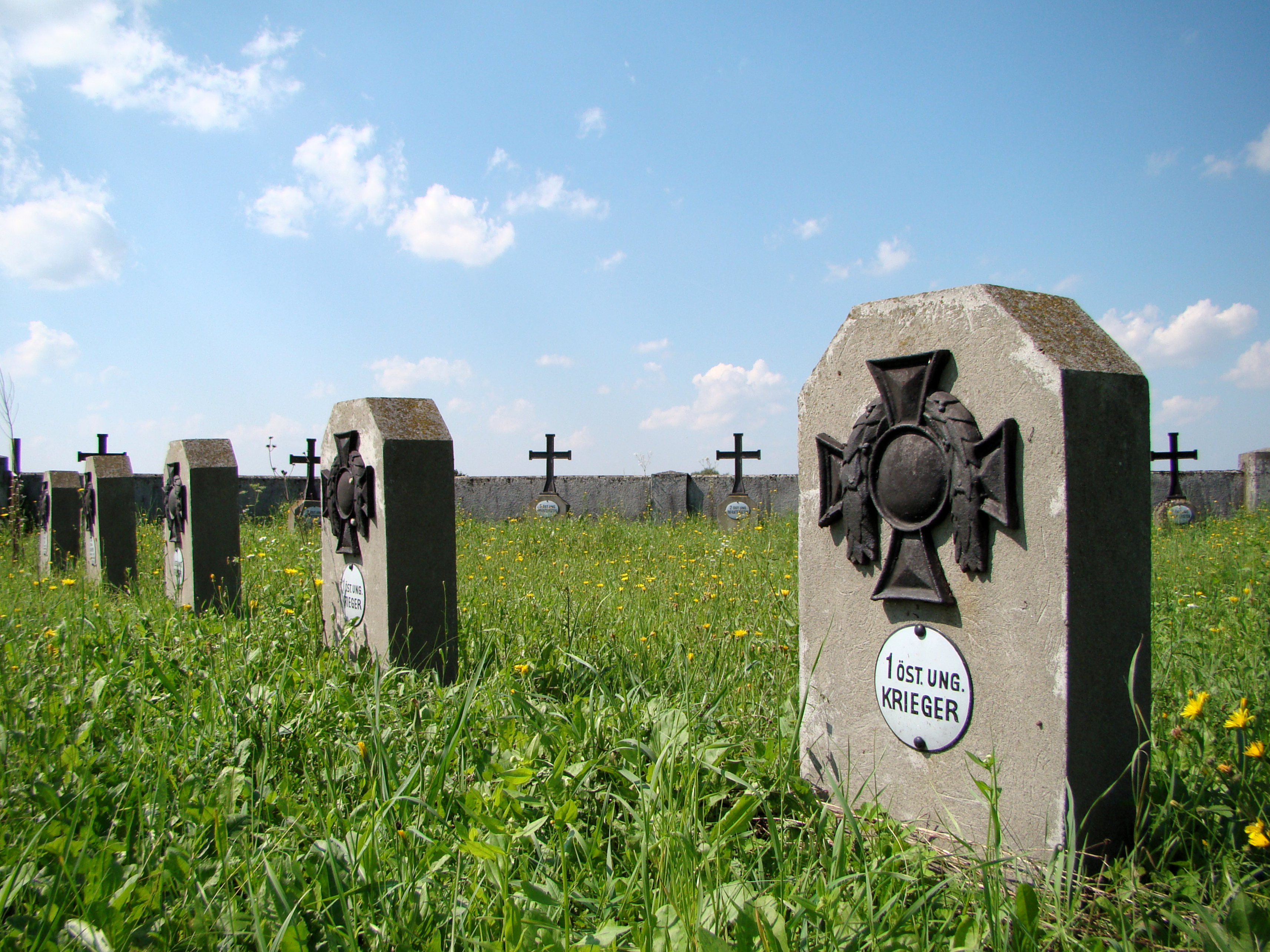